# Wydział Nauk Biologicznych i Weterynaryjnych Uniwersytetu Mikołaja Kopernika w Toruniu
Wydział Nauk Biologicznych i Weterynaryjnych Uniwersytetu Mikołaja Kopernika w Toruniu – jeden z 16 wydziałów Uniwersytetu Mikołaja Kopernika w Toruniu. Siedziba Wydziału znajduje się w zachodniej części miasta, w dzielnicy Bielany, na terenie Miasteczka Akademickiego, przy ul. Lwowskiej 1.

## Historia
Wydział Biologii i Ochrony Środowiska utworzony został w 2012 roku po likwidacji Wydziału Biologii i Nauk o Ziemi. Początkowo nauki biologiczne wchodziły w skład Wydziału Matematyczno-Przyrodniczego utworzonego w 1945 roku w chwili rozpoczęcia działalności uniwersytetu. Jednym z organizatorów oraz pierwszym dziekanem Wydziału był prof. dr Jan Prüffer. W 1951 roku z Wydziału Matematyczno-Przyrodniczego wyodrębnił się nowy Wydział Biologii i Nauk o Ziemi, w którym działały dwa instytuty – biologii oraz geografii. W wyniku likwidacji wydziału w 2012 roku powstał Wydział Biologii i Ochrony Środowiska funkcjonujący w obecnym kształcie. Od 1 października 2019 roku, zarządzeniem Rektora UMK, Wydział funkcjonuje jako Wydział Nauk Biologicznych i Weterynaryjnych Uniwersytetu Mikołaja Kopernika w Toruniu, do którego zostało dołączone Centrum Weterynarii UMK w Toruniu stając się Instytutem Medycyny Weterynaryjnej.

## Kierunki kształcenia
Wydział daje możliwość podjęcia studiów pierwszego i drugiego stopnia oraz jednolitych magisterskich na poniższych kierunkach:
Studia pierwszego stopnia:
- analityka weterynaryjna

- biologia
- biologia sądowa
- biotechnologia
- chemia medyczna (z Wydziałem Chemii)
- sport i wellness (z Wydziałem Filozofii i Nauk Społecznych oraz Wydziałem Nauk o Ziemi i Gospodarki Przestrzennej)

Studia drugiego stopnia:
- biologia
- biotechnologia
- chemia medyczna
- diagnostyka molekularna
- global change biology

Studia jednolite magisterskie:
- weterynaria

## Studia doktoranckie
Szkoła Doktorska Nauk Ścisłych i Przyrodniczych dla dyscyplin w dziedzinach nauk ścisłych, przyrodniczych, inżynieryjno-technicznych i rolniczych, funkcjonuje pod nazwą “Academia Scientiarum Thoruniensis”. Kształci doktorantów w siedmiu dyscyplinach naukowych na siedmiu wydziałach. Na Wydziale Nauk Biologicznych i Weterynaryjnych szkoli doktorantów z zakresu:
- nauk biologicznych
- nauk weterynaryjnych

## Instytut Biologii

### Władze[5]:
- Dyrektor: dr hab. Dariusz Jan Smoliński, prof. UMK[6]
- Z-ca Dyrektora Instytutu Biologii ds. współpracy międzynarodowej i współpracy z otoczeniem gospodarczym: dr hab. Agnieszka Piernik, prof. UMK
- Z-ca Dyrektora Instytutu Biologii ds. badań naukowych, infrastruktury badawczej i spraw organizacyjnych: dr hab. Jarosław Tyburski, prof. UMK

### Struktura Instytutu Biologii[7]:
- Katedra Biochemii
  - Kierownik: dr hab. Katarzyna Roszek, prof. UMK[8]
- Katedra Biologii Człowieka
  - Kierownik: dr hab. Anna Brożyna, prof. UMK[9]
- Katedra Biologii Komórkowej i Molekularnej
  - Kierownik: dr hab. Dariusz Jan Smoliński, prof. UMK[10]
- Katedra Fizjologii Roślin i Biotechnologii
  - Kierownik: dr hab. Jarosław Tyburski, prof. UMK[11]
- Katedra Ekologii i Biogeografii
  - Kierownik: prof. dr hab. Krzysztof Szpila[12]
- Katedra Geobotaniki i Planowania Krajobrazu
  - Kierownik: dr hab. Agnieszka Piernik, prof. UMK[13]
- Katedra Immunologii
  - Kierownik: dr hab. Sylwia Wrotek, prof. UMK[14]
- Katedra Fizjologii Zwierząt i Neurobiologii
  - Kierownik: prof. dr hab. Justyna Rogalska[15]
- Katedra Genetyki
  - Kierownik: prof. dr hab. Grażyna Dąbrowska[16]
- Katedra Mikrobiologii
  - Kierownik: prof. dr hab. Katarzyna Hrynkiewicz[17]
- Katedra Mikrobiologii Środowiskowej i Biotechnologii
  - Kierownik: prof. dr hab. Maria Swiontek Brzezinska[18]
- Katedra Zoologii Bezkręgowców i Parazytologii
  - Kierownik: prof. dr hab. Elżbieta Żbikowska[19]
- Katedra Zoologii i Ekologii Kręgowców
  - Kierownik: prof. dr hab. Michał S. Wojciechowski[20]

## Instytut Medycyny Weterynaryjnej

### Władze[21]:
- Dyrektor – dr hab. Paweł Antosik, prof. UMK
- Z-ca dyrektora – dr hab. Małgorzata Olejnik, prof. UMK

### StrukturaInstytutu Medycyny Weterynaryjnej[22]:
- Katedra Chirurgii Weterynaryjnej
  - Kierownik: dr hab. Paweł Antosik, prof. UMK[23]

- Katedra Diagnostyki i Nauk Klinicznych
  - Kierownik: prof. dr hab. Urszula Pasławska[24]

- Katedra Chorób Zakaźnych i Inwazyjnych oraz Administracji Weterynaryjnej
  - Kierownik: prof. dr hab. Grzegorz Woźniakowski[25]

- Katedra Nauk Podstawowych i Przedklinicznych
  - Kierownik: prof. dr hab. Mariusz Skowroński[26]

- Katedra Ochrony Zdrowia Publicznego i Dobrostanu Zwierząt
  - Kierownik: dr hab. Jarosław Sobolewski, prof. UMK[27]

## Pozostałe jednostki
- Wydziałowe Laboratorium Inżynierii Genetycznej
- Stacja terenowa w Borach Tucholskich
- Zaplecze Hodowlane – szklarnie i ogród
- Zwierzętarnia

## Władze wydziału
Od roku akademickiego 2024/2025:
| Stanowisko                                                         | Imię i nazwisko                                  |
| ------------------------------------------------------------------ | ------------------------------------------------ |
| Dziekan                                                            | prof. dr hab. Justyna Rogalska                   |
| Prodziekan ds. Studenckich i Rozwoju                               | dr hab. Jarosław Sobolewski, prof. UMK           |
| Prodziekan ds. Ekonomicznych i Organizacji                         | dr hab. Maciej Ostrowski                         |
| Prodziekan ds. Organizacji Kształcenia                             | dr Edyta Adamska                                 |
| Wydziałowy Koordynator ds. Jakości Kształcenia                     | dr Anna Hetmann                                  |
| Pełnomocnik Dziekana ds. kształcenia na kierunkach biologicznych   | dr hab. Małgorzata Poznańska-Kakareko, prof. UMK |
| Pełnomocnik Dziekana ds. kształcenia na kierunkach weterynaryjnych | dr hab. Magdalena Buszewska-Forajta, prof. UMK   |
| Pełnomocnik Dziekana ds. praktyk studenckich                       | dr Magdalena Nocny                               |

## Poczet dziekanów
1. prof. dr hab. Wiesław Kozak (2012–2016)
2. prof. dr hab. Werner Urlich (2016–2022)
3. p.o. prof. dr hab. Adriana Szmidt-Jaworska (2022)
4. prof. dr hab. Justyna Rogalska (od 2022)